# Gabriel Miranda
Gabriel Antonio Miranda (né le 20 août 1968 à Montevideo en Uruguay) est un joueur de football international vénézuélien d'origine uruguayenne, qui évoluait au poste de milieu de terrain.

## Biographie

### Carrière en club
Avec le Caracas Futbol Club, il remporte quatre championnats du Venezuela et trois Coupes du Venezuela.

### Carrière en sélection
Avec l'équipe du Venezuela, il joue 17 matchs (pour 3 buts inscrits) entre 1994 et 1997. 
Il figure dans le groupe des sélectionnés lors des Copa América de 1995 et de 1997.
Il joue également six matchs comptant pour les tours préliminaires de la coupe du monde 1998.

## Palmarès
| Caracas - Championnat du Venezuela (4) : - Champion : 1991-92, 1993-94, 1994-95 et 1996-97. - Coupe du Venezuela (3) : - Vainqueur : 1987, 1993 et 1994. - Finaliste : 1992, 1995. |  | Emelec - Championnat d'Équateur : - Vice-champion : 1996. |